# Parlamentsvalet i Albanien 2013
Parlamentsvalet i Albanien 2013 ägde rum den 23 juni 2013. Valet stod mellan den sittande premiärministern Sali Berishas center-högerkoalition bestående av 25 partier och oppositionskoalitionen Allians för ett Europeiskt Albanien (Aleanca për Shqipërinë Evropiane) under ledning av socialdemokraten Edi Rama. I Ramas koalition ingick 37 partier från yttervänstern till ytterhögern. Även övriga mindre partier och obundna kandidater deltog i valet.
Albaniens socialistparti anlitade konsulten Alastair Campbell, känd för sina framgångar med Tony Blair i Storbritannien, för att dryfta valstrategi.
EU övervakade valet och hade beslutat ge Albanien status som kandidat till medlemskap om valet gick korrekt till, och landet gavs sedan sådan status år 2014.